# Штольце, Герхард
Герхард Штольце (нем. Gerhard Stolze, 1926—1979) — немецкий певец, характерный тенор.
Известен в первую очередь как исполнитель партий в операх Вагнера (Логе, Миме, Давид), а также Р. Штрауса (Ирод, Эгисф). Кроме того, исполнял партии Оберона в «Сне в летнюю ночь» Бриттена и Нерона в «Коронации Поппеи» Монтеверди, обычно поющиеся контратенорами; партию Капитана в «Воццеке» Берга; партии для высокого тенора в зингшпилях Моцарта (Моностатос, Педрильо).
Неоднократно выступал на Байрёйтском и Зальцбургском фестивалях.
Обладал высоким, резким, подвижным голосом и выдающимся актёрским талантом. Его своеобразная манера исполнения, порой приближавшаяся к sprechgesang, вызывала противоположные оценки: Штольце упрекали за злоупотребление немузыкальными эффектами, но и хвалили яркость, остроту создаваемых им драматических образов.

## Дискография
- 1951 — Вагнер, «Нюрнбергские мейстерзингеры»; дирижёр — Герберт фон Караян (Мозер)
- 1951 — Вагнер, «Нюрнбергские мейстерзингеры»; дирижёр — Рудольф Кемпе (Мозер)
- 1951 — Вагнер, «Парсифаль»; дирижёр — Ханс Кнаппертсбуш (4-й паж)
- 1952 — Вагнер, «Нюрнбергские мейстерзингеры»; дирижёр — Ханс Кнаппертсбуш (Мозер)
- 1952 — Вагнер, «Тристан и Изольда»; дирижёр — Герберт фон Караян (Пастух)
- 1952 — Вагнер, «Парсифаль»; дирижёр — Ханс Кнаппертсбуш (3-й паж)
- 1953 — Вагнер, «Парсифаль»; дирижёр — Ханс Кнаппертсбуш (Паж)
- 1953 — Вагнер, «Тристан и Изольда»; дирижёр — Ойген Йохум (Пастух)
- 1953 — Вагнер, «Золото Рейна»; дирижёр — Клеменс Краус (Фро)
- 1953 — Вагнер, «Золото Рейна»; дирижёр — Йозеф Кайльберт (Фро)
- 1953 — Вагнер, «Лоэнгрин»; дирижёр — Йозеф Кайльберт (Дворянин)
- 1954 — Вагнер, «Лоэнгрин»; дирижёр — Ойген Йохум (Дворянин)
- 1954 — Вагнер, «Парсифаль»; дирижёр — Ханс Кнаппертсбуш (Паж)
- 1954 — Верди, «Отелло»; дирижёр — Херберт Кегель (Кассио)
- 1954 — Вагнер, «Тангейзер»; дирижёр — Йозеф Кайльберт (Генрих)
- 1955 — Вагнер, «Тангейзер»; дирижёр — Андре Клюитанс (Генрих)
- 1956 — Вагнер, «Нюрнбергские мейстерзингеры»; дирижёр — Андре Клюитанс (Давид)
- 1956 — Вагнер, «Парсифаль»; дирижёр — Ханс Кнаппертсбуш (3-й паж)
- 1956 — Верди, «Луиза Миллер»; дирижёр — Херберт Кегель (Рудольф)
- 1957 — Вагнер, «Нюрнбергские мейстерзингеры»; дирижёр — Андре Клюитанс (Давид)
- 1958 — Вагнер, «Лоэнгрин»; дирижёр — Андре Клюитанс (Дворянин)
- 1958 — Вагнер, «Парсифаль»; дирижёр — Ханс Кнаппертсбуш (Паж)
- 1958 — Вагнер, «Золото Рейна»; дирижёр — Ханс Кнаппертсбуш (Миме)
- 1958 — Вагнер, «Зигфрид»; дирижёр — Ханс Кнаппертсбуш (Миме)
- 1959 — Вагнер, «Нюрнбергские мейстерзингеры»; дирижёр — Эрих Лайнсдорф (Давид)
- 1960 — Вагнер, «Нюрнбергские мейстерзингеры»; дирижёр — Ханс Кнаппертсбуш (Давид)
- 1960 — И. Штраус, «Летучая мышь»; дирижёр — Герберт фон Караян (Князь Орловский)
- 1960 — Вагнер, «Золото Рейна»; дирижёр — Рудольф Кемпе (Логе)
- 1960 — Вагнер, «Тристан и Изольда»; дирижёр — Карл Бём (Пастух)
- 1961 — Вагнер, «Парсифаль»; дирижёр — Ханс Кнаппертсбуш (4-й паж)
- 1961 — Орф, «Антигона»; дирижёр — Фердинанд Ляйтнер (Стражник)
- 1961 — Вагнер, «Тангейзер»; дирижёр — Вольфганг Заваллиш (Вальтер)
- 1962 — Вагнер, «Тангейзер»; дирижёр — Вольфганг Заваллиш (Вальтер)
- 1962 — Вагнер, «Парсифаль»; дирижёр — Ханс Кнаппертсбуш (Паж)
- 1962 — Вагнер, «Лоэнгрин»; дирижёр — Вольфганг Заваллиш (Дворянин)
- 1962 — Вагнер, «Тристан и Изольда»; дирижёр — Карл Бём (Пастух)
- 1962 — Вагнер, «Зигфрид»; дирижёр — Георг Шолти (Миме)
- 1963 — Монтеверди, «Коронация Поппеи»; дирижёр — Герберт фон Караян (Нерон)
- 1965 — Берг, «Воццек»; дирижёр — Карл Бём (Капитан)
- 1965 — Р. Штраус, «Саломея»; дирижёр — Георг Шолти (Ирод)
- 1966 — Верди, «Фальстаф»; дирижёр — Леонард Бернстайн (Доктор Кайюс)
- 1966 — Мусоргский, «Борис Годунов»; дирижёр — Герберт фон Караян (Шуйский; Юродивый)
- 1966 — Орф, «Царь Эдип»; дирижёр — Рафаэль Кубелик (Эдип)
- 1966 — Гуно, «Торжественная месса в честь святой Цецилии»; дирижёр — Игорь Маркевич (партия тенора)
- 1967 — Вагнер, «Золото Рейна»; дирижёр — Герберт фон Караян (Логе)
- 1967 — Р. Штраус, «Электра»; дирижёр — Георг Шолти (Эгисф)
- 1968 — Вагнер, «Зигфрид»; дирижёр — Герберт фон Караян (Миме)
- 1968 — Орф, «Carmina Burana»; дирижёр — Ойген Йохум (партия тенора)
- 1969 — Моцарт, «Волшебная флейта»; дирижёр — Георг Шолти (Моностатос)
- 1973 — Вагнер, «Золото Рейна»; дирижёр — Герберт фон Караян (Миме)
- 1976 — Вагнер, «Тристан и Изольда»; дирижёр — Хорст Штайн (Пастух)

## Личная жизнь
Был дважды женат: первым браком — на художнице Габриэле Гречель, вторым — на оперной певице Герде Прохазке. От первого брака имел двух дочерей — Лену и Франциску; обе стали актрисами.